# Ponurý dům
Ponurý dům (orig. Bleak House, 1852-1853) je v pořadí devátý román anglického spisovatele Charlese Dickense. Vyšel postupně ve dvaceti měsíčních pokračováních mezi březnem 1852 a zářím 1853. Toto dílo je považováno za jeden z nejlepších Dickensových románů, neboť obsahuje velmi podrobné a mistrně propracované příběhy hlavních i vedlejších postav. Děj vypráví o dědickém řízení u jedné soudní kanceláře, které postupně ničí životy všech zainteresovaných osob.
Byl to poslední Dickensův román, který byl vydán nakladatelstvím Bradbury and Evans na základě smlouvy z roku 1844. Věnování knihy znělo:„Jako vzpomínka na naši přátelskou unii mým společníkům v cechu literatury a umění.“ Ilustrace nakreslil Hablot Browne. Při prvním vydání se každý měsíc prodalo kolem 34 000 výtisků. Autorův zisk byl 11 000 liber.

## Zajímavost
V tomto románu se poprvé v historii objevuje zmínka o neptačích dinosaurech v rámci klasické literatury. Dickens si v první kapitole románu pro dokreslení ponuré atmosféry příběhu vybral tehdy populárního megalosaura, prvního vědecky popsaného dinosaura (1824).